# Hammarlövs församling
Hammarlövs församling är en församling i Skytts och Vemmenhögs kontrakt i Lunds stift. Församlingen ligger i Trelleborgs kommun i Skåne län och utgör ett eget pastorat.

## Administrativ historik
Församlingen har medeltida ursprung. 
Församlingen var till och med 1961 moderförsamling i pastoratet Hammarlöv och (Västra) Vemmerlöv som från 1 maj 1924 även omfattade Gylle och Kyrkoköpinge församlingar. Från 1962 till och med 2001 var den moderförsamling i pastoratet Hammarlöv, Västra Vemmerlöv, Fuglie, Maglarp, Bodarp, Västra Tommarp och Skegrie. Församlingen införlivade år 2002 övriga församlingar i pastoratet utgör sedan dess ett eget pastorat.

## Kyrkor
- Bodarps kyrka
- Fuglie kyrka
- Hammarlövs kyrka
- Maglarps kyrka
- Skegrie kyrka
- Västra Tommarps kyrka
- Västra Vemmerlövs kyrka
- Maglarps nya kyrka (riven)